# Sessenheim
Sessenheim település Franciaországban, Bas-Rhin megyében. Lakosainak száma 2309 fő (2022. január 1.). Sessenheim Dalhunden, Drusenheim, Soufflenheim, Stattmatten és Rountzenheim-Auenheim községekkel határos.

## Népesség
A település népessége az elmúlt években az alábbi módon változott:
| Lakosok száma | 2201 | 2270 | 2336 | 2315 | 2323 | 2324 | 2319 | 2314 | 2309 |
|               | 2013 | 2015 | 2016 | 2017 | 2018 | 2019 | 2020 | 2021 | 2022 |